# Уерта-дель-Маркесадо
Уерта-дель-Маркесадо (ісп. Huerta del Marquesado) — муніципалітет в Іспанії, у складі автономної спільноти Кастилія-Ла-Манча, у провінції Куенка. Населення — 217 осіб (2010).
Муніципалітет розташований на відстані близько 170 км на схід від Мадрида, 39 км на схід від Куенки.

## Демографія
Динаміка населення (INE ):